# Llanrwst
Llanrwst, prononcé [ɬanˈruːst] en gallois, est une communauté et un village situé près de la route A470 et de la rivière Conwy dans le comté de Conwy au Pays de Galles.
La ville s'est développée grâce au commerce de la laine, mais devint également connue pour la fabrication de harpes et d'horloges. Aujourd'hui située sur les bords de Snowdonia (qui débute environ 400 mètres plus loin, de l'autre côté de la rivière Conwy), son industrie principale est le tourisme.

## Toponymie
Le nom de la communauté signifie « église [ou « paroisse »] de Saint Grwst ».

## Histoire

### XIIeetXIIIesiècles
Le site de la première église dédiée à Saint Grwst était Cae Llan à Llanrwst (sur un terrain aujourd'hui occupé par la chapelle Méthodiste Seion). L'église actuelle se trouve sur un terrain donné en 1170 par Rhun ap Nefydd Hardd, un membre de la famille royale du Royaume de Gwynedd, afin de construire une nouvelle église dédiée à Grwst.
Llanrwst s'est développé grâce au commerce de la laine et, pendant longtemps, le prix de la laine en Grande-Bretagne y a été fixé. La croissance de la ville au XIIIe siècle fut soutenue par un édit d'Édouard Ier (qui fit construire le château de Conwy) interdisant à tout Gallois de faire du commerce dans un rayon de 16 km autour de la ville de Conwy. Llanrwst, située à environ 21 km de cette ville, occupait donc une place stratégique pour en bénéficier.
En 1276, Llywelyn le Dernier, prince de Galles, saisit la ville, établissant le Borough libre de Llanrwst, indépendant du diocèse de Llanelwy. Bien que cela fût contesté par l'évêque, le borough a conservé son statut durant la vie de Llywelyn et au delà, grâce aux efforts de l'abbaye d'Aberconwy qui s'opposait aux bannières liées à l'évêché et à Édouard Ier d'Angleterre. Un siècle plus tard, après que le monastère eut déménagé à l'abbaye de Maenan, la ville avait son propre blason, son propre drapeau et une devise, « Cymru, Lloegr a Llanrwst »  (Galles, Angleterre et Llanrwst). Cette devise, témoin de cette indépendance apparente, est devenue une chanson du groupe local Y Cyrff. Quand la Llanrwst Almshouses & Museum Trust a fermé en 2011, elle rendit à la communauté le drapeau de Llanrwst du XIIe siècle, comme symbole de la croyance urbaine de l'indépendance de la ville.

### XVIIesiècle
En 1610, John Wynn de Gwydir fit construire la première maison pour les pauvres gérée par la paroisse. Le bâtiment ferma en 1976, mais fut restauré en 1996 avec l'aide d'un financement de la Heritage Lottery  et rouvrit ses portes sous la forme d'un musée d'histoire local et d'un centre communautaire. Le musée contenait une collection de plus d'une centaine d'objets, liés principalement à la campagne de la vallée de Conwy, et un certain nombre de ces objets sont associés aux poètes de Llanrwst (Llanrwst Bards) de la fin du XIXe siècle. Le musée fut fermé en 2011, mais rouvrit en 2013 en tant que siège du conseil,,.
Le pont Fawr, un pont de pierre étroit à trois arches, qui aurait été élaboré par Inigo Jones, a été construit en 1636 par Richard Wynn (fils de John Wynn) du château de Gwydir. Le pont relie la ville à Gwydir, un manoir de 1492, l'ancienne cour de justice du XVe siècle appelée Tu Hwnt i'r Bont et à la route près de Trefriw,,.

### XXesiècle
En 1947, le conseil municipal de Llanrwst aurait demandé, sans succès, l'obtention d'un siège au Conseil de sécurité des Nations unies en tant qu’État indépendant du Pays de Galles,. Il n'existe pas de preuves de cette demande dans les minutes du Conseil de sécurité des Nations unies disponibles en ligne mais, au début du XXIe siècle, le président et le secrétaire de la société historique de Llanrwst ont déclaré avoir obtenu des preuves des Nations unies.
Llanrwst accueillit l'Eisteddfod Genedlaethol en 1951 et en 1989.
En janvier 1965, la ville fut inondée après qu'un réservoir, occupant une ancienne mine, eut lâché.

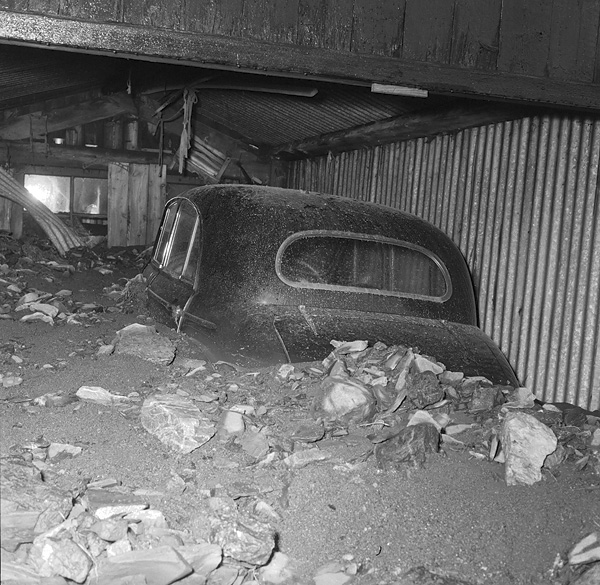
Une photo prise après l'inondation de 1965.
- Vue aérienne de Llanrwst durant les inondations de décembre 2015.

### XXIesiècle
En 2015, la ville fut frappée par les inondations de la Conwy.

## Géographie

### Topographie
Llanrwst couvre une superficie de 524 hectares et se situe entre 10 et 50 mètres au-dessus du niveau de la mer, sur la rive est de la rivière Conwy.

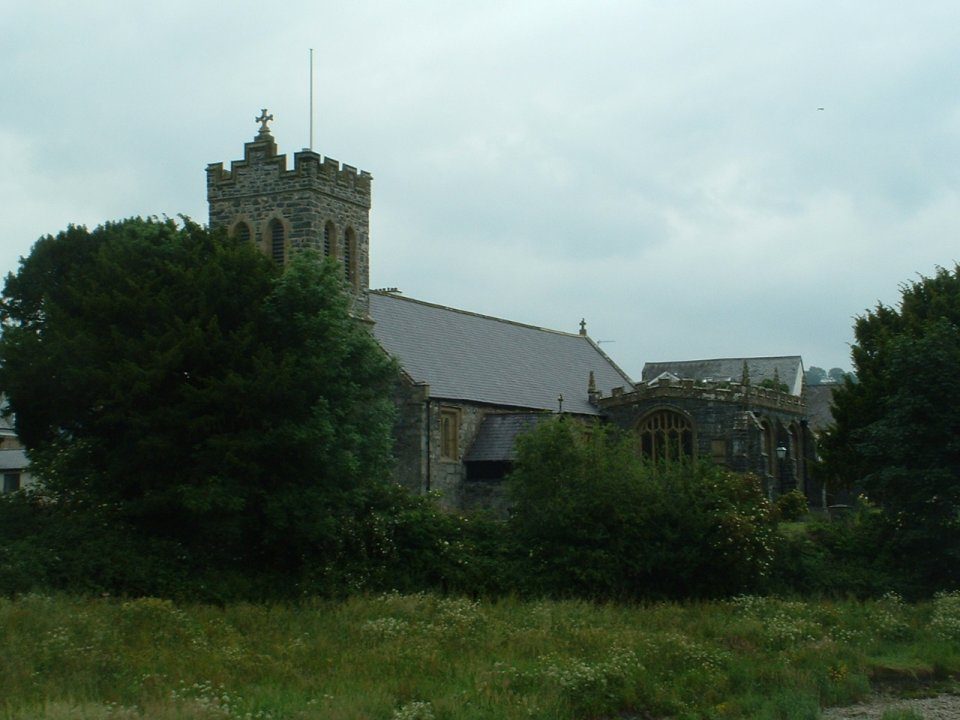
Église de Saint Grwst.
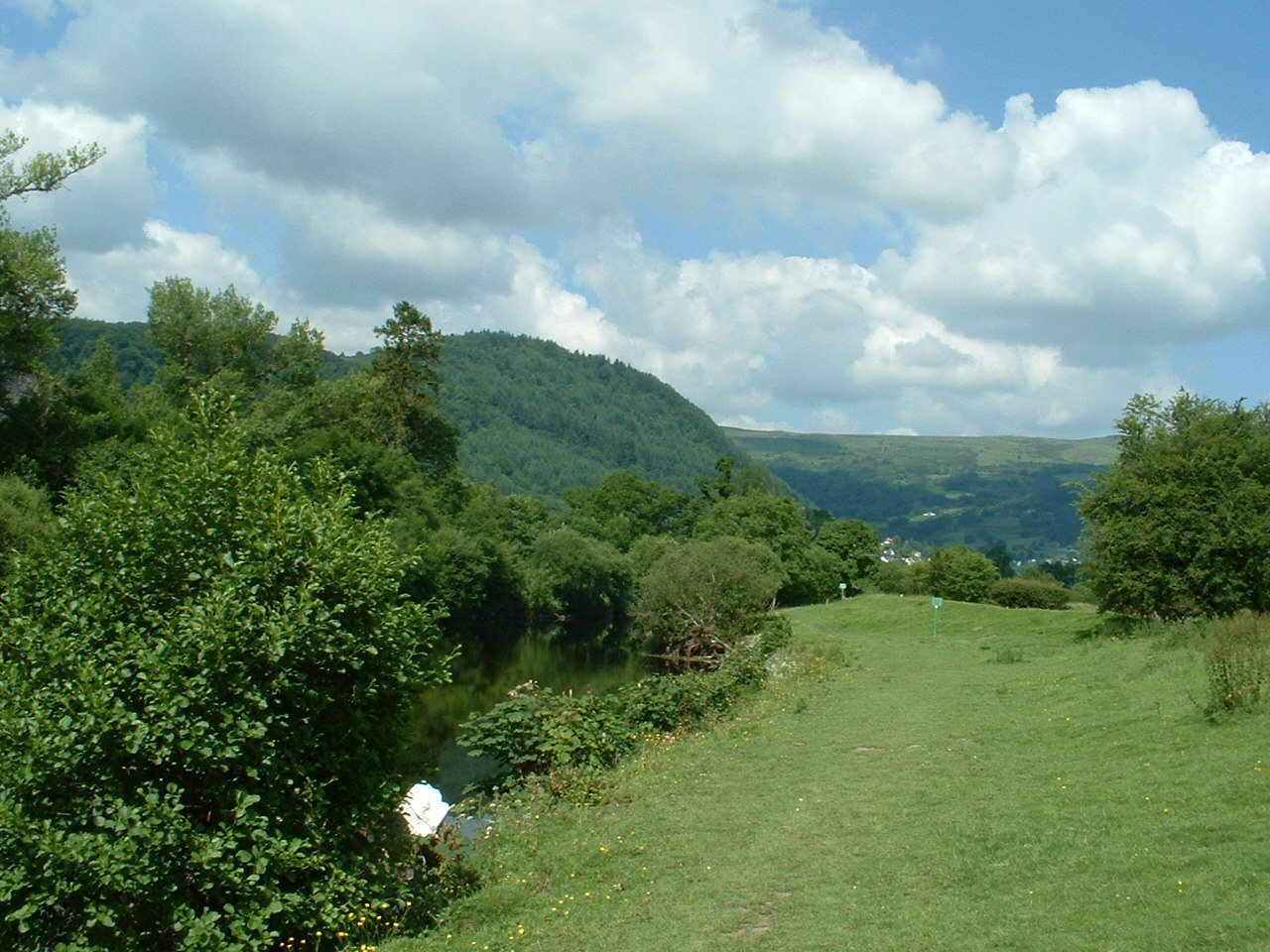
La rivière Conwy à Llanrwst.
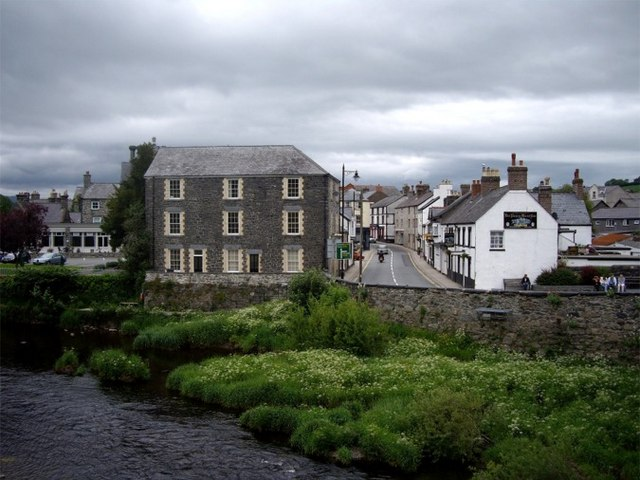
Tu Hwnt i'r Bont.
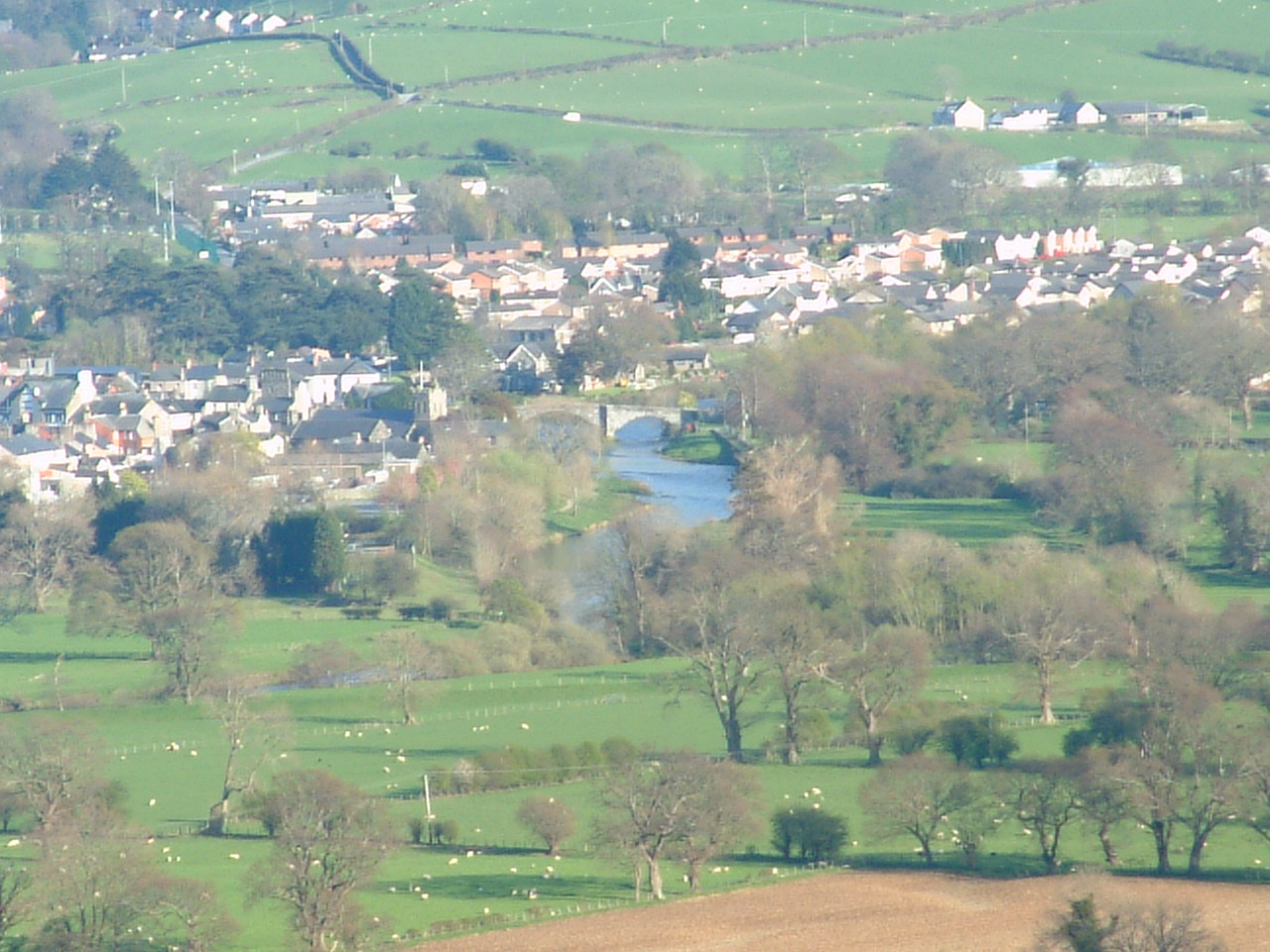
Vue de Llanrwst depuis la forêt de Gwydir.

### Environnement
Au sud-ouest de la ville se trouve la forêt de Gwydir.

### Urbanisme

#### Transports
La route A470 entre le Pays de Galles du nord et du sud traverse la ville, où elle est rejointe par la route A548 de Rhyl, Prestatyn et Chester.
Deux gares se trouvent à Llanrwst : la gare de Llanrwst et la gare de Llanrwst nord, sur la Conwy Valley Line (et dont il s'agissait du terminus jusqu'à son extension vers Betws-y-Coed en 1867 et Blaenau Ffestiniog en 1879). À l'origine, il était envisagé de faire passer les voies de chemin de fer plus près de la rivière, sur le lieu de l'actuel garage central. Le Victoria Hotel a été construit de l'autre côté du pont en anticipation de cette construction. Si la voie de chemin de fer avait été construite sur la rive ouest de la rivière Conwy, comme planifié originellement (pour desservir le port intérieur de Trefriw, situé sur l'autre rive, face à Llanrwst), il est peu probable que Llanrwst aurait atteint son statut actuel.

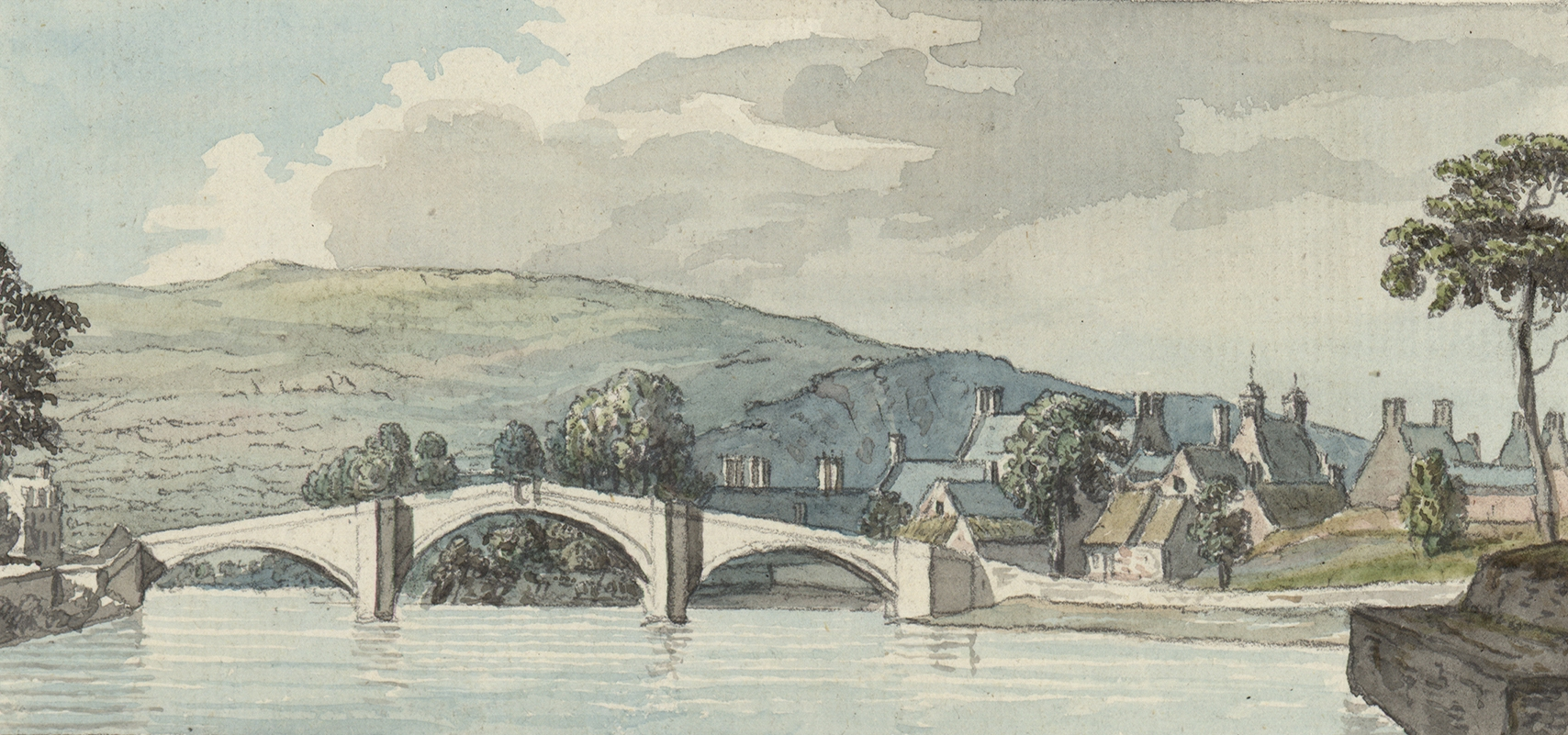
Le pont de Llanrwst sur une aquarelle du XVIIIe siècle.
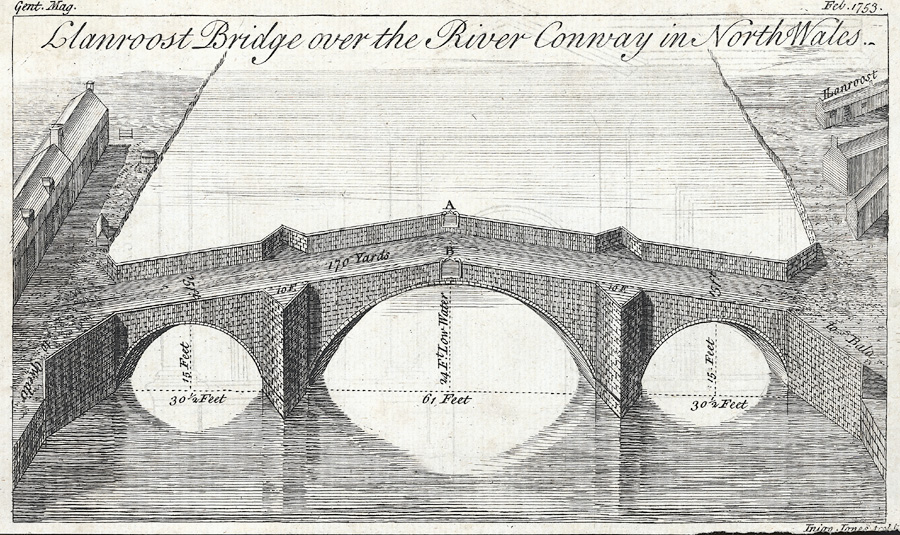
Plan du pont (1753).
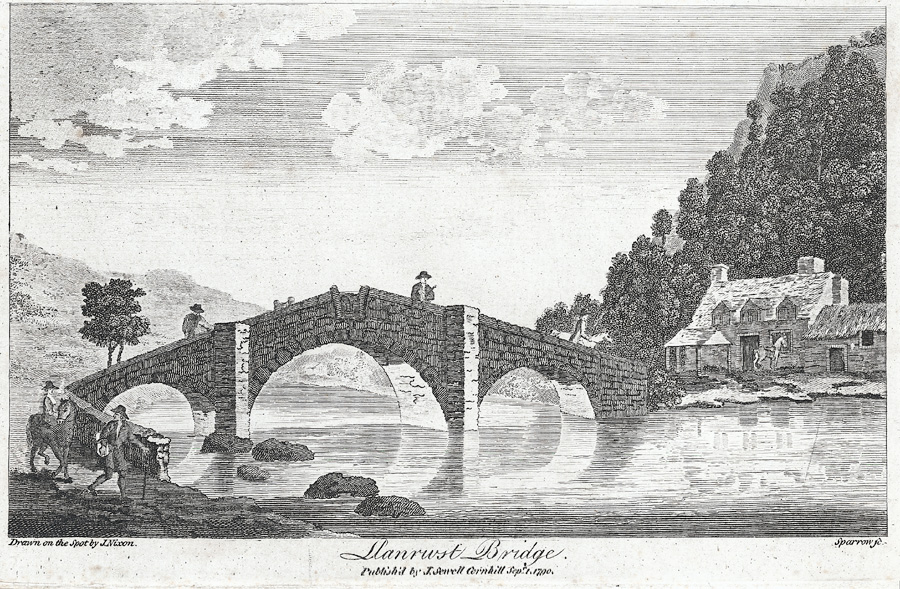
Gravure (1790).
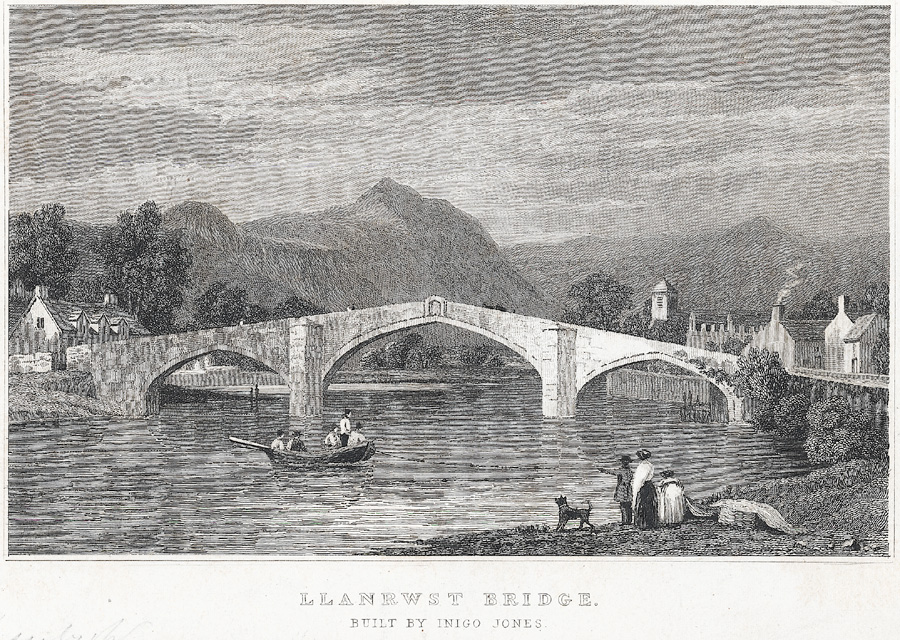
Début du XIXe siècle.
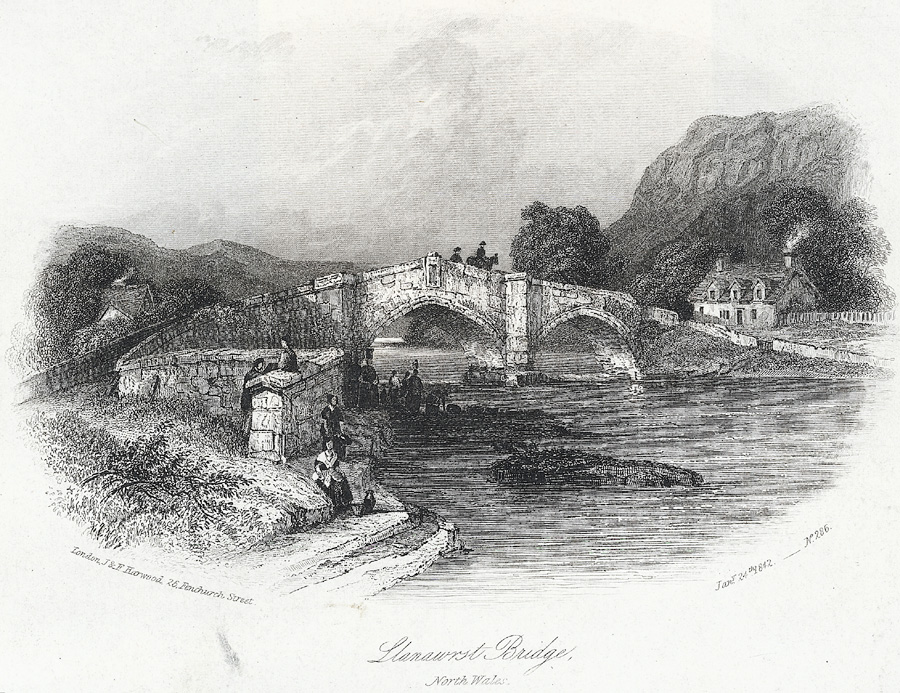
Gravure (1842).

#### Électricité
Sur les collines de la ville se trouve le parc éolien Moel Maelogan, dont l'électricité est transmise à la sous-station de la ville.

## Population et société

### Démographie
Lors du recensement de 2011, la population de la ville s'élevait à 3 323 habitants dont 61 % parlait le gallois. À une époque, Llanrwst fut la huitième plus grande ville du pays de Galles, devant celle de Cardiff,. Les changements démographiques sont montrés dans le tableau ci-dessous.
| 1801 | 1811 | 1821 | 1831 | 1841 | 1851 | 1861 | 1871 | 1881 |
| ---- | ---- | ---- | ---- | ---- | ---- | ---- | ---- | ---- |
| -    | -    | -    | -    | -    | -    | -    | -    | -    |

| 1891 | 1901  | 1911  | 1921  | 1931  | 1939  | 1951  | 1961  | 1971 |
| ---- | ----- | ----- | ----- | ----- | ----- | ----- | ----- | ---- |
| -    | 2 645 | 2 519 | 2 367 | 2 372 | 2 678 | 2 596 | 2 652 | -    |

| 1981 | 1991  | 2001  | 2011  | 2015  | - | - | - | - |
| ---- | ----- | ----- | ----- | ----- | - | - | - | - |
| -    | 3 006 | 3 037 | 3 323 | 3 250 | - | - | - | - |

### Éducation
Ysgol Dyffryn Conwy, anciennement appelée Llanrwst Grammar School (école de grammaire de Llanrwst), est une école secondaire bilingue de 790 élèves. D'après le dernier rapport d'inspection mené par Estyn, l'école a une note de passage au GCSE de 71 % (basé sur 5 GCSE, des graces A à C). Cela place l'école à la 24e place, juste en dehors du classement des 10 % des écoles secondaires du Pays de Galles. Il s'agit également de la deuxième école en matière de performances de Conwy, derrière Eirias High School à Colwyn Bay.
Un club de jeunesse chrétien existe à la chapelle Seion, appelé Clwb Cyfeillion.

### Sports
Llanrwst est le siège du Llanrwst United FC, qui comprend deux équipes. La première équipe joue dans la Welsh Alliance League et l'équipe de réserve joue dans la Clwyd League Division 2. Le club a également une section junior, la Llanrwst United Juniors, qui comprend huit équipes lesquelles jouent dans les ligues Aberconwy et Colwyn. Le Llanrwst Cricket Club participe à la North Wales Premier Cricket League.

## Culture et patrimoine

### Monuments
Parmi les monuments de Llanrwst se trouvent Tu Hwnt i'r Bont, la résidence pour les pauvres, deux chapelles du XVIIe siècle et l'église de Saint Grwst, dans laquelle se trouve la tombe de Llywelyn le Grand.

### Symboles
La ville dispose d'un drapeau, d'un blason et d'une devise : « Cymru, Lloegr a Llanrwst » (Galles, Angleterre et Llanrwst).

### Personnes liées à la communauté
En ordre de naissance :
- Evan Owen Allen (1805–1852), journaliste et poète de langue gaalloise, né à Pant-y-llin, près de Llanrwst.
- Mark Roberts (né en 1967) du groupe Catatonia et du groupe dans lequel il était avant, Y Cyrff, connu pour la chanson Cymru, Lloegr a Llanrwst
- Kai Owen (né en 1975), acteur notable interprétant Rhys Williams dans Torchwood
- Glyn Wise (né en 1988), candidat n° 7 de l'émission Big Brother, qui est allé à l'école à Ysgol Dyffryn Conwy.